# Liste des châteaux de la Mayenne
Cet article recense de manière non exhaustive les châteaux (de défense ou d'agrément), maisons fortes, mottes castrales ou féodales, manoirs, logis seigneuriaux situés dans le département français de la Mayenne, autrement dit dans la partie occidentale de la province historique du Maine.
La présente liste indique la date de construction des édifices et fait état le cas échéant des inscriptions et classements au titre des monuments historiques.

## Liste
| Icône            | Signification    | Abréviations             | Abréviations                  | Abréviations             | Abréviations           |
| ---------------- | ---------------- | ------------------------ | ----------------------------- | ------------------------ | ---------------------- |
| Château fort     | Château fort     | = Bastide                | = Ferme fortifiée             | = Maison forte           | = (Néo-)Palladianisme  |
| Renaissance      | Renaissance      | = Château gascon         | = Folie (montpelliéraine)     | = Manoir, Gentilhommière | = Résidence épiscopale |
| Domaine viticole | Domaine viticole | = Classicisme, classique | = Forteresse, fort(ification) | = Maison (noble)         | = Style Beaux-Arts     |
| Palais           | Palais           | = Commanderie            | = Gothique (flamboyant)       | = Néo-baroque            | = Style Second Empire  |
| Ruine ou disparu | Ruine, disparu   | = Château pinardier      | = Hôtel particulier           | = Néo-classique          | = Style italianisant   |
|                  |                  | = Demeure seigneuriale   | ... = Style Louis XII...XVI   | = Néo-gothique           | = Style troubadour     |
|                  |                  | = Éclectisme             | = Logis (seigneurial)         | = Néo-Renaissance        | = Villa (de Nice)      |
| Baroque, rococo  | Baroque, rococo  | = Édifice religieux      | = Motte castrale/féodale      | = Pavillon de chasse     | = Styles du XXe siècle |

| Type                                         | Château                                  | Commune                                                 | Protection                                                                     | Notes                                                         | Coordonnées                 | Illustration |
| -------------------------------------------- | ---------------------------------------- | ------------------------------------------------------- | ------------------------------------------------------------------------------ | ------------------------------------------------------------- | --------------------------- | ------------ |
|                                              | Château des Alleux                       | Cossé-le-Vivien                                         |                                                                                | XVIIe et XVIIIe siècles                                       | 47° 55′ 19″ N, 0° 55′ 52″ O |              |
|                                              | Château des Allières                     | Azé                                                     |                                                                                | XIXe siècle, détruit, remplacé par une usine de méthanisation |                             |              |
|                                              | Château de l'Angellerie                  | Beaulieu-sur-Oudon                                      |                                                                                | XIXe siècle                                                   | 47° 58′ 51″ N, 1° 00′ 08″ O |              |
| Renaissance · Classicisme, classique         | Château de l'Ansaudière                  | Saint-Martin-du-Limet                                   |                                                                                | XVIe siècle, XVIIIe et XIXe siècles                           | 47° 49′ 56″ N, 1° 00′ 51″ O |              |
|                                              | Château d'Anthenaise                     | La Chapelle-Anthenaise                                  |                                                                                | XVIIe siècle                                                  | 48° 09′ 03″ N, 0° 39′ 02″ O |              |
| Manoir, gentilhommière                       | Manoir de l'Antrepoutre                  | Jublains                                                |                                                                                |                                                               |                             |              |
| Renaissance · Classicisme, classique         | Château des Arcis                        | Le Buret et Meslay-du-Maine                             | Inscrit MH (2006) · Notice no PA53000023 · Notice no PA00109563                | XVIe siècle, XIIIe et XIXe siècles                            | 47° 56′ 03″ N, 0° 31′ 05″ O |              |
|                                              | Château l'Ardrier                        | Montigné-le-Brillant                                    |                                                                                | XVIIIe siècle                                                 | 48° 00′ 46″ N, 0° 49′ 12″ O |              |
| Château fort · Ruine ou disparu              | Château d'Aron                           | Aron                                                    |                                                                                | XVe siècle                                                    | 48° 17′ 35″ N, 0° 33′ 19″ O |              |
| Manoir, gentilhommière                       | Manoir d'Aubigné                         | Vaiges                                                  | Inscrit MH (1985) · Notice no PA00109624                                       | XIVe et XVIe siècles                                          | 48° 03′ 17″ N, 0° 27′ 38″ O |              |
|                                              | Château de l'Aubinière                   | Arquenay                                                |                                                                                |                                                               | 48° 00′ 09″ N, 0° 33′ 42″ O |              |
|                                              | Château de l'Aulne                       | La Bazouge-des-Alleux                                   |                                                                                |                                                               |                             |              |
|                                              | Château de l'Aunay                       | Marigné-Peuton                                          |                                                                                |                                                               | 47° 51′ 17″ N, 0° 48′ 03″ O |              |
|                                              | Château de l'Aune                        | Châlons-du-Maine                                        |                                                                                | XVIIIe siècle                                                 | 48° 10′ 07″ N, 0° 37′ 24″ O |              |
|                                              | Château de l'Aune Montgenard             | Martigné-sur-Mayenne                                    |                                                                                | XVIIe siècle                                                  |                             |              |
|                                              | Château d'Auvers                         | Bonchamp-lès-Laval                                      |                                                                                |                                                               |                             |              |
|                                              | Château des Auzuzières                   | Juvigné                                                 |                                                                                |                                                               | 48° 14′ 10″ N, 1° 03′ 11″ O |              |
|                                              | Château d'Averton                        | Averton                                                 |                                                                                | XVIIe siècle                                                  |                             |              |
|                                              | Château du Bailleul                      | Gorron                                                  |                                                                                |                                                               | 48° 25′ 01″ N, 0° 50′ 01″ O |              |
|                                              | Château de Bailly                        | La Chapelle-Rainsouin                                   |                                                                                |                                                               |                             |              |
|                                              | Château de la Ballue                     | Forcé                                                   |                                                                                |                                                               |                             |              |
| Manoir, gentilhommière                       | Château de la Barbottière                | Ahuillé                                                 |                                                                                | Moyen Âge, XVIe siècle                                        | 48° 00′ 06″ N, 0° 50′ 47″ O |              |
|                                              | Château de la Barillière                 | La Croixille                                            |                                                                                | XIXe siècle                                                   | 48° 12′ 59″ N, 1° 04′ 12″ O |              |
| Manoir, gentilhommière                       | Château de la Barre                      | Bierné                                                  | Notice no IA53000685                                                           | Moyen Âge, XVIe et XIXe siècles                               | 47° 49′ 25″ N, 0° 32′ 52″ O |              |
|                                              | Château du Bas-du-Gast                   | Laval                                                   |                                                                                | XVIIe et XVIIIe siècles                                       | 48° 03′ 52″ N, 0° 46′ 22″ O |              |
|                                              | Château du Bas Mont                      | Moulay                                                  |                                                                                | XVIIe siècle                                                  | 48° 16′ 05″ N, 0° 38′ 38″ O |              |
|                                              | Château du Beaubigné                     | Fromentières                                            | Inscrit MH (2002) · Notice no PA53000018                                       | XVe et XIXe siècles                                           | 47° 52′ 23″ N, 0° 41′ 23″ O |              |
|                                              | Logis de Baugé                           | Ambrières-les-Vallées                                   |                                                                                |                                                               |                             |              |
|                                              | Château de la Bauterais                  | Simplé                                                  |                                                                                |                                                               |                             |              |
|                                              | Château de Bazeille                      | Le Ham                                                  |                                                                                |                                                               |                             |              |
|                                              | Château de Beauchêne                     | Saint-Saturnin-du-Limet                                 |                                                                                | XVIIIe siècle                                                 | 47° 48′ 54″ N, 1° 05′ 21″ O |              |
|                                              | Château de Beaulieu                      | Beaulieu-sur-Oudon                                      |                                                                                | XVIIIe siècle                                                 |                             |              |
|                                              | Château de Beaumont                      | Saint-Denis-d'Anjou                                     |                                                                                |                                                               | 47° 47′ 25″ N, 0° 25′ 32″ O |              |
| Château fort · Ruine ou disparu              | Château de la Béchère                    | Montsûrs (Deux-Évailles)                                | Notice no IA00034079                                                           | Moyen Âge                                                     | 48° 11′ 41″ N, 0° 31′ 43″ O |              |
|                                              | Château de Bel Air                       | Saint-Poix                                              |                                                                                | XVIIIe et XIXe siècles                                        |                             |              |
|                                              | Château de Bellebranche                  | Saint-Brice                                             |                                                                                | Abbaye fortifiée                                              | 47° 52′ 46″ N, 0° 26′ 25″ O |              |
|                                              | Château de la Bellière                   | Champfrémont                                            | Inscrit MH (1995) · Notice no PA00135554                                       | XVIIe et XIXe siècles                                         |                             |              |
|                                              | Château de Bellevue                      | Saint-Denis-de-Gastines                                 |                                                                                | XIXe siècle                                                   |                             |              |
|                                              | Château de la Bermondière                | Saint-Julien-du-Terroux                                 |                                                                                |                                                               |                             |              |
|                                              | Camp de Beugy                            | Sainte-Suzanne-et-Chammes                               | Inscrit MH (1937) · Notice no PA00109609                                       |                                                               |                             |              |
|                                              | Château de la Bigottière                 | Louverné                                                |                                                                                |                                                               |                             |              |
|                                              | Château du Bignon                        | Saint-Laurent-des-Mortiers                              |                                                                                | XVIIIe siècle                                                 |                             |              |
|                                              | Château des Bigottières                  | Maisoncelles-du-Maine                                   |                                                                                |                                                               |                             |              |
|                                              | Château des Bois                         | Saint-Pierre-sur-Orthe                                  |                                                                                |                                                               |                             |              |
|                                              | Logis du Bois                            | Grazay                                                  | Inscrit MH (1955) · Notice no PA00135557                                       |                                                               |                             |              |
|                                              | Château du Bois-Belleray                 | Martigné-sur-Mayenne                                    |                                                                                |                                                               |                             |              |
|                                              | Château du Bois Cuillé                   | Cuillé                                                  |                                                                                |                                                               |                             |              |
|                                              | Château de Bois-du-Maine                 | Rennes-en-Grenouilles                                   | Inscrit MH (1967) · Notice no PA00109580                                       | XVe et XVIIe siècles                                          | 48° 29′ 51″ N, 0° 31′ 05″ O |              |
|                                              | Château de Bois Flèche                   | Martigné-sur-Mayenne                                    |                                                                                |                                                               |                             |              |
|                                              | Château de Bois Frou                     | Lassay-les-Châteaux                                     |                                                                                | XVIe siècle                                                   |                             |              |
|                                              | Château du Bois-du-Pin                   | Bazougers                                               |                                                                                |                                                               |                             |              |
|                                              | Château du Bois Gamats                   | Laval                                                   |                                                                                |                                                               |                             |              |
|                                              | Château du Bois-Jourdan                  | Bouère                                                  | Inscrit MH (1980) · Notice no PA00109473                                       | XVIIe siècle                                                  |                             |              |
| Manoir, gentilhommière                       | Manoir du Bois Morin                     | Grez-en-Bouère                                          |                                                                                |                                                               |                             |              |
| Manoir, gentilhommière                       | Manoir du Bois Morin                     | Bonchamp-lès-Laval                                      |                                                                                |                                                               |                             |              |
|                                              | Château du Bois-Robert                   | Préaux                                                  |                                                                                | XIXe siècle                                                   |                             |              |
|                                              | Château de Bois-Salair                   | Saint-Georges-Buttavent                                 |                                                                                | XIVe et XXe siècles                                           |                             |              |
|                                              | Château du Bois Thibault                 | Lassay-les-Châteaux                                     | Classé MH (1925) · Notice no PA00109521                                        | XVe siècle                                                    |                             |              |
|                                              | Château de La Boissière                  | La Boissière                                            | Inscrit MH (1987) · Notice no PA00109470                                       | XIVe et XVe siècles                                           |                             |              |
|                                              | Château de Bordeaux                      | Brée                                                    |                                                                                |                                                               |                             |              |
|                                              | Château de la Bossivière                 | Argenton-Notre-Dame                                     |                                                                                |                                                               |                             |              |
|                                              | Château de la Bouche                     | Commer                                                  |                                                                                | XXe siècle                                                    |                             |              |
|                                              | Château de la Bouche d'Uzure             | Bouchamps-lès-Craon                                     |                                                                                |                                                               |                             |              |
|                                              | Château de la Bouchefolière              | Simplé                                                  |                                                                                |                                                               |                             |              |
|                                              | Château du Bourg                         | Saint-Denis-de-Gastines                                 |                                                                                |                                                               |                             |              |
|                                              | Château de Bourg l'Évêque                | Simplé                                                  |                                                                                |                                                               |                             |              |
|                                              | Château de Bourgon                       | Montourtier                                             | Inscrit MH (1994) · Classé MH (1996) · Notice no PA00132833                    |                                                               |                             |              |
|                                              | Château de la Bourrière                  | Saint-Berthevin                                         |                                                                                | XIXe siècle                                                   |                             |              |
|                                              | Château de la Bouverie                   | Olivet                                                  |                                                                                |                                                               |                             |              |
|                                              | Château de la Bozée                      | Bazougers                                               |                                                                                |                                                               |                             |              |
|                                              | Château de Brée                          | Brée                                                    |                                                                                | XIXe siècle                                                   |                             |              |
|                                              | Château de la Bréhonnière                | Astillé                                                 |                                                                                | XIXe siècle                                                   |                             |              |
|                                              | Château du Breil                         | Contest                                                 |                                                                                |                                                               |                             |              |
|                                              | Manoir du Breil-aux-Francs               | Entrammes                                               |                                                                                |                                                               |                             |              |
|                                              | Château de Bréon                         | Marigné-Peuton                                          |                                                                                |                                                               |                             |              |
|                                              | Château de Bréon-Subert                  | Daon                                                    |                                                                                | XIXe siècle                                                   |                             |              |
|                                              | Château de Briacé                        | Entrammes                                               |                                                                                | XIXe siècle                                                   |                             |              |
|                                              | Château les Brosses                      | Saint-Berthevin                                         |                                                                                | XIXe siècle                                                   |                             |              |
|                                              | Château de la Brossonnière               | Chemazé                                                 |                                                                                | XVIIIe siècle                                                 |                             |              |
|                                              | Château de Brûlon                        | Saint-Laurent-des-Mortiers                              |                                                                                |                                                               |                             |              |
| Modèle:Symbole RN                            | Manoir du Buleu                          | Marcillé-la-Ville                                       |                                                                                |                                                               | Manoir, gentilhommière      |              |
|                                              | Château de la Carrière                   | La Cropte                                               |                                                                                | XIXe siècle                                                   | Manoir, gentilhommière      |              |
|                                              | Château de Champfleury                   | Arquenay                                                |                                                                                | XVe et XVIIIe siècles                                         |                             |              |
|                                              | Château de Champfleury                   | Fromentières                                            |                                                                                |                                                               |                             |              |
| Manoir, gentilhommière                       | Manoir de Champfrémont                   | Champfrémont                                            |                                                                                |                                                               |                             |              |
|                                              | Château de Chasnay                       | Grez-en-Bouere                                          |                                                                                | XIXe siècle                                                   | Manoir, gentilhommière      |              |
|                                              | Changé                                   | Changé                                                  |                                                                                | XVIIIe et XIXe siècles                                        |                             |              |
|                                              | Château de Chanteil                      | Méral                                                   |                                                                                | XVIIIe siècle                                                 |                             |              |
|                                              | Château de Chantepie                     | Thubœuf                                                 | Inscrit MH (1986) · Notice no PA00109622                                       | XIXe siècle                                                   |                             |              |
|                                              | Château de la Chapelle-Rainsouin         | La Chapelle-Rainsouin                                   |                                                                                | XVe et XIXe siècles                                           |                             |              |
|                                              | Château de Château-Gontier               | Château-Gontier-sur-Mayenne                             |                                                                                | XIIIe siècle                                                  |                             |              |
|                                              | Château du Châtelier                     | Saint-Berthevin                                         |                                                                                | XVIIe siècle                                                  |                             |              |
|                                              | Château de la Chaussonnerie              | Saint-Jean-sur-Mayenne                                  |                                                                                | XIXe siècle                                                   |                             |              |
| Ruine ou disparu                             | Château de Chellé                        | Hambers                                                 | Inscrit MH (2010) · Notice no PA53000028                                       | XIIIe siècle                                                  |                             |              |
|                                              | Château du Chêne                         | Château-Gontier-sur-Mayenne                             |                                                                                | XIXe siècle                                                   |                             |              |
| Manoir, gentilhommière                       | Manoir du Grand Cheré                    | Parné-sur-Roc                                           |                                                                                | XVe et XVIe siècles                                           |                             |              |
| Manoir, gentilhommière                       | Manoir de la Chesnelière                 | Saint-Christophe-du-Luat                                | Inscrit MH (1927) · Notice no PA00109584                                       | XVIe siècle                                                   |                             |              |
|                                              | Château de la Chevalerie                 | Châtelain                                               |                                                                                | XIXe siècle                                                   |                             |              |
|                                              | Château de la Chevrollière               | Ampoigné                                                |                                                                                |                                                               |                             |              |
|                                              | Château de la Chevronnais                | Congrier                                                |                                                                                |                                                               |                             |              |
| Manoir, gentilhommière                       | Manoir de Classé                         | Saint-Germain-de-Coulamer                               | Inscrit MH (2003) · Notice no PA53000030                                       | XVe et XVIe siècles                                           |                             |              |
|                                              | Château de Clavières                     | Le Bignon-du-Maine                                      |                                                                                | XIXe siècle                                                   |                             |              |
|                                              | Château de Clivoy                        | Chailland                                               |                                                                                | XIIIe et XIXe siècles                                         |                             |              |
|                                              | Château de Corbusson                     | Saint-Berthevin                                         |                                                                                | XIVe et XVe siècles                                           |                             |              |
|                                              | Château de la Cornesse                   | La Brûlatte                                             |                                                                                | XVIIIe siècle                                                 |                             |              |
|                                              | Château du Coudray                       | Saint-Denis-du-Maine                                    | Inscrit MH (1985) · Notice no PA00109592                                       | XVe et XVIIIe siècles                                         |                             |              |
|                                              | Château du Grand Coudray                 | Villaines-la-Juhel                                      |                                                                                |                                                               |                             |              |
| Manoir, gentilhommière                       | Manoir de la Coudre                      | Changé                                                  |                                                                                |                                                               |                             |              |
|                                              | Logis seigneurial de la Grande Coudrière | Mézangers                                               | Inscrit MH (1997) · Notice no PA53000008                                       | XIVe et XXe siècles                                           |                             |              |
|                                              | Château de la Cour                       | Cigné                                                   |                                                                                | XVIIIe siècle                                                 |                             |              |
|                                              | Château de la Cour                       | Prée-d'Anjou                                            | Inscrit MH (1987) · Notice no PA00109455                                       | XVIIe et XVIIIe siècles Ampoigné                              |                             |              |
|                                              | Château de la Cour                       | Assé-le-Bérenger                                        |                                                                                | XVe siècle                                                    |                             |              |
|                                              | Château de la Cour                       | Châtelain                                               |                                                                                | XIXe siècle                                                   |                             |              |
|                                              | Château de la Cour                       | Commer                                                  |                                                                                | XIXe siècle                                                   |                             |              |
|                                              | Château de la Cour                       | Fromentières                                            |                                                                                | XVIIIe siècle                                                 |                             |              |
|                                              | Château de la Cour                       | Grazay                                                  |                                                                                | XVIe siècle                                                   |                             |              |
|                                              | Château de la Cour                       | Laubrières                                              |                                                                                | XVIIIe siècle                                                 |                             |              |
|                                              | Château de la Cour                       | Sainte-Gemmes-le-Robert                                 |                                                                                | XIIIe siècle                                                  |                             |              |
|                                              | Château de la Cour                       | Vautorte                                                |                                                                                | XIXe siècle                                                   |                             |              |
|                                              | Château de la Cour d'Ouette              | Entrammes                                               |                                                                                | XVIe et XVIIe siècles                                         |                             |              |
|                                              | Château des Courans                      | Longuefuye                                              |                                                                                | XVIIIe siècle                                                 |                             |              |
|                                              | Château de la Courbe de Brée             | Brée                                                    | Inscrit MH (1995) · Notice no PA00135553                                       | XVe et XVIe siècles                                           |                             |              |
|                                              | Château de Courcelles                    | Nuillé-sur-Vicoin                                       |                                                                                |                                                               |                             |              |
| Ruine ou disparu                             | Château de Courceriers                   | Saint-Thomas-de-Courceriers                             | Inscrit MH (1987) · Notice no PA00109614                                       | XVIe et XVIIe siècles                                         |                             |              |
|                                              | Château de Courgés                       | Chailland                                               |                                                                                | XIXe siècle                                                   |                             |              |
| Ruine ou disparu                             | Château de Courtaliéru                   | Vimarcé                                                 |                                                                                |                                                               |                             |              |
| Manoir, gentilhommière                       | Manoir de la Grande Courteille           | Bonchamp-lès-Laval                                      |                                                                                | XVe et XVIIe siècles                                          |                             |              |
|                                              | Château de Craon                         | Craon                                                   | Inscrit MH (1971) · Classé MH (1990) · Notice no PA00109493                    | XVIIe et XIXe siècles                                         |                             |              |
|                                              | Château de la Croisnière                 | Saulges                                                 | Inscrit MH (1935) · Notice no PA00109616                                       | XVIIe siècle                                                  |                             |              |
|                                              | Château Daviers                          | Bouère                                                  |                                                                                | XIXe siècle                                                   |                             |              |
|                                              | Château du Domaine                       | Laubrières                                              |                                                                                |                                                               |                             |              |
|                                              | Château de la Drugeotterie               | Entrammes                                               |                                                                                | XIXe siècle                                                   |                             |              |
|                                              | Château de la Ducherie                   | Saint-Céneré                                            |                                                                                | XIXe siècle                                                   |                             |              |
|                                              | Château des Écorces                      | Chemazé                                                 |                                                                                | XIXe siècle                                                   |                             |              |
|                                              | Château d'Entrammes                      | Entrammes                                               |                                                                                | XIXe siècle                                                   |                             |              |
|                                              | Hôtel des Éperons                        | Laval                                                   |                                                                                |                                                               |                             |              |
|                                              | Maison forte de l'Epronnière             | Livré-la-Touche                                         | Classé MH (1994) · Notice no PA00109554                                        | XVe et XXe siècles                                            |                             |              |
|                                              | Château de l'Épinay                      | Cossé-le-Vivien                                         |                                                                                |                                                               |                             |              |
|                                              | Château des Escotais                     | Jublains                                                |                                                                                | XIIe siècle                                                   | 48° 14′ 38″ N, 0° 28′ 36″ O |              |
|                                              | Château de l'Escoublère                  | Daon                                                    | Inscrit MH (1927) · Notice no PA00109498                                       | XVe et XVIIe siècles                                          |                             |              |
|                                              | Château des Étoyères                     | Saint-Céneré                                            |                                                                                | XVIe et XVIIe siècles                                         |                             |              |
|                                              | Château de la Fautraise                  | Argenton-Notre-Dame                                     |                                                                                | XIXe siècle                                                   |                             |              |
|                                              | Château de la Fenardière                 | Saint-Berthevin                                         |                                                                                | XVIIIe siècle                                                 |                             |              |
| Manoir, gentilhommière                       | Manoir de la Fertré                      | Le Bourgneuf-la-Forêt                                   |                                                                                | XIIIe siècle                                                  |                             |              |
|                                              | Château de la Ferté                      | Saint-Denis-de-Gastines                                 |                                                                                |                                                               |                             |              |
|                                              | Château du Feu                           | Juvigné                                                 | Inscrit MH (2010) · Notice no PA53000029                                       | XVIIe siècle                                                  |                             |              |
|                                              | Château de la Feuillée                   | La Bigottière                                           |                                                                                |                                                               |                             |              |
|                                              | Château de Fontenailles                  | Saint-Pierre-des-Landes                                 |                                                                                | XIXe siècle                                                   |                             |              |
| Manoir, gentilhommière                       | Manoir de Fontenelle                     | Laigné                                                  | Inscrit MH (1964) · Notice no PA00109518                                       | XVIIe et XVIIIe siècles                                       |                             |              |
| Manoir, gentilhommière                       | Manoir de Forcé                          | Forcé                                                   |                                                                                | XVe et XIXe siècles                                           |                             |              |
|                                              | Château de la Forge                      | Chailland                                               |                                                                                | XIXe siècle                                                   |                             |              |
|                                              | Château de la Forge                      | Chémeré-le-Roi                                          |                                                                                | XIXe siècle                                                   |                             |              |
|                                              | Château du Fouilloux                     | Saint-Germain-le-Fouilloux                              |                                                                                | XVIIIe siècle                                                 |                             |              |
|                                              | Château de Foulletorte                   | Saint-Georges-sur-Erve                                  | Inscrit MH (1929) · Classé MH (1974) · Notice no PA00109598                    | XVIe siècle                                                   |                             |              |
|                                              | Château de Frênay                        | Saint-Mars-sur-Colmont                                  |                                                                                | XIXe siècle                                                   |                             |              |
|                                              | Château de Fresnay                       | Le Bourgneuf-la-Forêt                                   | Inscrit MH (1994) · Notice no PA00132709                                       | XVIIe siècle                                                  |                             |              |
|                                              | Château du Fresne                        | Champéon                                                | Inscrit MH (1986) · Classé MH (2008) · Notice no PA00109476                    | XVIe et XVIIe siècles                                         |                             |              |
|                                              | Château du Frêne                         | Sacé                                                    |                                                                                | XVIIe et XIXe siècles                                         |                             |              |
|                                              | Château de la Futaie                     | Saint-Mars-sur-la-Futaie                                |                                                                                |                                                               |                             |              |
|                                              | Château du Gasseau                       | Vimarcé                                                 |                                                                                | XIXe siècle                                                   |                             |              |
|                                              | Château de Gastines                      | Chemazé                                                 |                                                                                | XVIIe siècle                                                  |                             |              |
|                                              | Château de la Gaudinière                 | Forcé                                                   |                                                                                |                                                               |                             |              |
| Manoir, gentilhommière                       | Manoir des Gaudinières                   | Bonchamp-lès-Laval                                      |                                                                                | XVIIe siècle                                                  |                             |              |
|                                              | Château de Gaudré                        | Saint-Fort                                              |                                                                                | XIXe siècle                                                   |                             |              |
| Motte castrale ou féodale · Ruine ou disparu | Camp de Gènes                            | Saint-Loup-du-Gast                                      | Inscrit MH (1984) · Notice no PA00109602                                       | Motte castrale                                                | 48° 23′ 19″ N, 0° 36′ 22″ O |              |
|                                              | Château de la Girardière                 | Saint-Jean-sur-Mayenne                                  |                                                                                | XIXe siècle                                                   |                             |              |
| Manoir, gentilhommière                       | Manoir de la Girouardière                | Peuton                                                  | Inscrit MH (2002) · Notice no PA53000019                                       | XVIe et XVIIe siècles                                         |                             |              |
|                                              | Château de la Goinière                   | Andouillé                                               |                                                                                |                                                               |                             |              |
|                                              | Château de Gondin                        | Saint-Jean-sur-Mayenne                                  |                                                                                | XIXe siècle                                                   |                             |              |
|                                              | Château de Goué                          | Fougerolles-du-Plessis                                  | Classé MH (1973) · Inscrit MH (1973) · Notice no PA00109509                    | XVIe et XVIIe siècles                                         |                             |              |
|                                              | Château de la Grenottière                | La Chapelle-Anthenaise                                  |                                                                                |                                                               |                             |              |
|                                              | Château de Grenousse                     | Saint-Céneré                                            |                                                                                |                                                               |                             |              |
|                                              | Château de Grenusse                      | Argentré                                                |                                                                                | XIXe siècle                                                   |                             |              |
| Manoir, gentilhommière                       | Manoir de Gresse                         | La Chapelle-Anthenaise                                  |                                                                                | XVIIIe et XIXe siècles                                        |                             |              |
| Manoir, gentilhommière                       | Manoir du Gué                            | La Dorée                                                |                                                                                |                                                               |                             |              |
|                                              | Château des Guées de Pierres             | Livet                                                   |                                                                                | XIXe siècle                                                   |                             |              |
|                                              | Château de la Guénaudière                | Grez-en-Bouère                                          |                                                                                | XIXe siècle                                                   |                             |              |
|                                              | Château de la Grande Haie                | Désertines                                              |                                                                                | XVIIIe et XXe siècles                                         |                             |              |
|                                              | Logis-hébergement du Haut-Rocher         | Soulgé-sur-Ouette                                       | Inscrit MH (1989) · Notice no PA00109641                                       |                                                               | 48° 03′ 33″ N, 0° 31′ 31″ O |              |
|                                              | Château de Hauterive                     | Argentré                                                | Inscrit MH (1989) · Notice no PA00109627                                       | XVIe et XVIIIe siècles                                        |                             |              |
|                                              | Château de Hauteville                    | Charchigné                                              |                                                                                | XIVe siècle                                                   |                             |              |
|                                              | Château de Herfroide                     | La Cropte                                               |                                                                                | XIXe siècle                                                   |                             |              |
|                                              | Château de la Houssaie                   | L'Huisserie                                             |                                                                                | XIXe siècle                                                   |                             |              |
|                                              | Château du Houx                          | Vautorte                                                |                                                                                | XVIIe siècle                                                  |                             |              |
|                                              | Château des Ifs                          | Montsûrs                                                | Inscrit MH (1998) · Notice no PA53000011                                       | XVIe siècle                                                   |                             |              |
|                                              | Château de l'Ile du Gast                 | Saint-Fraimbault-de-Prières                             |                                                                                | XVIIe siècle                                                  |                             |              |
|                                              | Château de la Jacopière                  | Craon                                                   |                                                                                | XVIIIe et XIXe siècles                                        |                             |              |
|                                              | Château de la Jaffetière                 | Changé                                                  |                                                                                | XVIIe et XIXe siècles                                         |                             |              |
|                                              | Logis de la Grande Jaillerie             | Daon                                                    |                                                                                | XVIIIe siècle                                                 |                             |              |
|                                              | Logis de la Joubardière                  | Saint-Martin-du-Limet                                   | Classé MH (1997) · Notice no PA00109651                                        | XVIe siècle                                                   |                             |              |
|                                              | Château de la Jupelière                  | Maisoncelles-du-Maine                                   |                                                                                | XVIIe et XIXe siècles                                         |                             |              |
|                                              | Logis seigneurial de la Juquaise         | Saint-Laurent-des-Mortiers                              | Inscrit MH (1993) · Notice no PA00125650                                       | XVIIIe siècle                                                 |                             |              |
|                                              | Château de la Juvardière                 | Sacé                                                    |                                                                                | XIXe siècle                                                   |                             |              |
|                                              | Château de Juvigné                       | Juvigné                                                 |                                                                                |                                                               |                             |              |
|                                              | Château de Lancheneil                    | Nuillé-sur-Vicoin                                       | Inscrit MH (1927) · Notice no PA00109572                                       |                                                               |                             |              |
|                                              | Château de la Lande                      | Niafles                                                 | Inscrit MH (1987) · Notice no PA00109571                                       | XVIIe et XVIIIe siècles                                       | 47° 51′ 01″ N, 0° 59′ 43″ O |              |
|                                              | Château de Lanfrière                     | Montjean                                                |                                                                                | XIXe siècle                                                   |                             |              |
|                                              | Château du Lattay                        | Andouillé                                               |                                                                                |                                                               |                             |              |
| Château fort                                 | Château de Lassay                        | Lassay-les-Châteaux                                     | Classé MH (1862) · Classé MH (1963) · Inscrit MH (1964) · Notice no PA00109520 |                                                               | 48° 26′ 20″ N, 0° 30′ 00″ O |              |
|                                              | Château de Launay-Villiers               | Launay Villiers                                         |                                                                                | XIXe siècle                                                   |                             |              |
|                                              | Château de Laval                         | Laval                                                   | Classé MH (1840) · Notice no PA00109527                                        | XIIe et XIXe siècles                                          | 48° 04′ 07″ N, 0° 46′ 16″ O |              |
|                                              | Château de Levaré                        | Levaré                                                  | Inscrit MH (2006) · Notice no PA53000024                                       |                                                               | 48° 24′ 54″ N, 0° 54′ 33″ O |              |
|                                              | Château de la Lézière                    | Maisoncelles-du-Maine                                   |                                                                                | XIXe siècle                                                   |                             |              |
|                                              | Château des Linières                     | Ballée                                                  | Inscrit MH (1983) · Notice no PA00109460                                       | XVIIe siècle                                                  | 47° 56′ 37″ N, 0° 24′ 07″ O |              |
| Manoir, gentilhommière                       | Manoir de Longuefougères                 | Torcé-Viviers-en-Charnie                                | Inscrit MH (1985) · Notice no PA00109623                                       |                                                               | 48° 07′ 54″ N, 0° 15′ 39″ O |              |
|                                              | Château de Lorgerie                      | Averton                                                 |                                                                                |                                                               |                             |              |
|                                              | Château de Louiseval                     | Ambrières-les-Vallées                                   |                                                                                | XIXe siècle                                                   |                             |              |
|                                              | Chapelle et enceinte fortifiée de Loré   | Oisseau                                                 | Inscrit MH (2007) · Notice no PA53000026                                       |                                                               | 48° 20′ 31″ N, 0° 40′ 36″ O |              |
|                                              | Château de Lozé                          | La Haie-Traversaine                                     |                                                                                | XVIIe siècle                                                  |                             |              |
|                                              | Château de Lucé                          | Saint-Denis-du-Maine                                    |                                                                                |                                                               |                             |              |
|                                              | Château de Luigné                        | Coudray                                                 |                                                                                | XVIIIe siècle                                                 |                             |              |
|                                              | Château des Lutz                         | Daon                                                    |                                                                                |                                                               |                             |              |
|                                              | Château de Magnanne                      | Ménil                                                   | Classé MH (1958) · Notice no PA00109562                                        |                                                               | 47° 45′ 56″ N, 0° 41′ 20″ O |              |
|                                              | Château de la Malvandière                | Arquenay                                                |                                                                                |                                                               |                             |              |
|                                              | Château de la Marie                      | Alexain                                                 |                                                                                |                                                               |                             |              |
|                                              | Logis du Petit Marigné                   | Daon                                                    | Inscrit MH (1997) · Notice no PA53000006                                       | XVe et XVIe siècles                                           | 47° 44′ 56″ N, 0° 35′ 46″ O |              |
|                                              | Château de Marigny                       | Alexain                                                 |                                                                                | XVe et XVIe siècles                                           |                             |              |
|                                              | Château de la Maroutière                 | Saint-Fort                                              | Inscrit MH (1978) · Notice no PA00109593                                       | XIIIe et XVe siècles                                          | 47° 48′ 18″ N, 0° 42′ 06″ O |              |
|                                              | Château de Marthebise                    | Nuillé-sur-Vicoin                                       |                                                                                |                                                               |                             |              |
|                                              | Château de Mausson                       | Landivy                                                 | Classé MH (1912) · Notice no PA00109519                                        | XVe et XVIe siècles                                           | 48° 26′ 57″ N, 1° 03′ 45″ O |              |
|                                              | Château de Mauvinet                      | Ruillé-Froid-Fonds                                      |                                                                                |                                                               |                             |              |
| Château fort                                 | Château de Mayenne                       | Mayenne                                                 | Inscrit MH (1927) · Notice no PA00109558                                       | XIe et XVIe siècles                                           | 48° 18′ 10″ N, 0° 37′ 05″ O |              |
|                                              | Château de Maineuf                       | Quelaines-Saint-Gault                                   |                                                                                | XIXe siècle                                                   | 47° 54′ 17″ N, 0° 48′ 05″ O |              |
|                                              | Château de la Mazure                     | Forcé                                                   |                                                                                | XIXe siècle                                                   |                             |              |
|                                              | Château de Mégaudais                     | Saint-Pierre-des-Landes                                 |                                                                                | XIXe siècle                                                   |                             |              |
|                                              | Oppidum du château Meignan               | Saint-Jean-sur-Mayenne                                  | Classé MH (1984) · Inscrit MH (1984) · Notice no PA00109601                    |                                                               | 48° 08′ 38″ N, 0° 45′ 15″ O |              |
|                                              | Château de la Bas Meignée                | Montenay                                                |                                                                                | XIXe siècle                                                   |                             |              |
|                                              | Château de la Ménardière                 | Beaulieu-sur-Oudon                                      |                                                                                | XIXe siècle                                                   |                             |              |
|                                              | Château de la Ménaudière                 | Saint-Cyr-le-Gravelais                                  |                                                                                |                                                               |                             |              |
|                                              | Château du Mesnil-Barré                  | Saint-Germain-le-Guillaume                              | Inscrit MH (1997) · Notice no PA53000009                                       | XVIIe siècle                                                  | 48° 11′ 17″ N, 0° 48′ 39″ O |              |
|                                              | Château du Haut Méral                    | Montsûrs                                                |                                                                                | XIXe siècle                                                   |                             |              |
|                                              | Château de Minzé                         | Châtelain                                               |                                                                                | XIXe siècle                                                   |                             |              |
|                                              | Château de Mirvault                      | Château-Gontier-sur-Mayenne                             |                                                                                | XIXe siècle                                                   |                             |              |
|                                              | Château de Moiré                         | Coudray                                                 |                                                                                | XIXe siècle                                                   |                             |              |
|                                              | Château de la Monnerie                   | Saint-Germain-d'Anxure                                  |                                                                                |                                                               |                             |              |
|                                              | Château de Montaigu                      | Argentré                                                |                                                                                | XVIIIe et XIXe siècles                                        |                             |              |
| Ruine ou disparu                             | Château de Montchevrier                  | Nuillé-sur-Vicoin                                       |                                                                                |                                                               |                             |              |
|                                              | Château de Montcroix                     | La Brûlatte                                             |                                                                                |                                                               |                             |              |
|                                              | Château de Montecler                     | Châtres-la-Forêt également sur Saint-Christophe-du-Luat | Inscrit MH (2011) · Notice no PA53000033                                       | XVIIe siècle                                                  | 48° 07′ 37″ N, 0° 25′ 47″ O |              |
|                                              | Château de Montesson                     | Bais                                                    | Inscrit MH (1996) · Notice no PA00109458                                       |                                                               | 48° 15′ 08″ N, 0° 22′ 30″ O |              |
|                                              | Château de Montflaux                     | Saint-Denis-de-Gastines                                 | Inscrit MH (1929) · Notice no PA00109591                                       | XVIIe siècle                                                  | 48° 21′ 13″ N, 0° 53′ 31″ O |              |
|                                              | Château de Montgiroux                    | Saint-Germain-d'Anxure                                  |                                                                                | XIXe siècle                                                   |                             |              |
|                                              | Château de Montguerré                    | Montenay                                                |                                                                                | XIXe siècle                                                   |                             |              |
|                                              | Château de Montjean                      | Montjean                                                |                                                                                | XIVe siècle                                                   |                             |              |
| Ruine ou disparu                             | Château de Montsûrs                      | Montsûrs                                                |                                                                                | XIVe et XVe siècles                                           |                             |              |
| Manoir, gentilhommière                       | Manoir de Montviant                      | Château-Gontier-sur-Mayenne                             |                                                                                | XVIIIe et XIXe siècles                                        |                             |              |
|                                              | Château de la Morlière                   | L'Huisserie                                             |                                                                                | XIXe siècle                                                   |                             |              |
| Renaissance                                  | Château de Mortiercrolles                | Saint-Quentin-les-Anges                                 | Classé MH (1924) · Notice no PA00109607                                        | XVe et XVIe siècles                                           | 47° 45′ 59″ N, 0° 52′ 34″ O |              |
|                                              | Château de la Mortière                   | Saint-Denis-d'Anjou                                     |                                                                                |                                                               |                             |              |
|                                              | Château de Mortreux                      | Daon                                                    | Classé MH (1933) · Notice no PA00109498                                        | XVIe siècle                                                   | 47° 45′ 10″ N, 0° 36′ 42″ O |              |
|                                              | Château de la Motte                      | Madré                                                   |                                                                                | XVIIe siècle                                                  |                             |              |
|                                              | Château de la Motte-Babin                | Louverné                                                |                                                                                | XIXe siècle                                                   |                             |              |
|                                              | Château de la Motte-Daudier              | Niafles                                                 |                                                                                | XIXe siècle                                                   |                             |              |
|                                              | Château de la Motte-Henry                | Arquenay                                                |                                                                                | XIXe siècle                                                   |                             |              |
|                                              | Château de la Motte-Husson               | Martigné-sur-Mayenne                                    |                                                                                | XIXe siècle                                                   |                             |              |
|                                              | Château de la Motte-Serrant              | Montflours                                              |                                                                                | XIXe siècle                                                   |                             |              |
|                                              | Château du Moulin Raillé                 | Coudray                                                 |                                                                                | XIXe siècle                                                   |                             |              |
| Manoir, gentilhommière                       | Manoir du Moulinet                       | Château-Gontier-sur-Mayenne                             |                                                                                | XVIIe siècle                                                  |                             |              |
| Motte castrale ou féodale · Ruine ou disparu | Motte féodale des Murailles              | Saint-Christophe-du-Luat                                | Inscrit MH (1984) · Notice no PA00109585                                       | Motte castrale                                                | 48° 08′ 38″ N, 0° 30′ 02″ O |              |
|                                              | Château de Mythème                       | Martigné-sur-Mayenne                                    |                                                                                | XIXe siècle                                                   |                             |              |
| Manoir, gentilhommière                       | Manoir du Petit Nazé                     | Argentré                                                |                                                                                | XVIIe siècle                                                  |                             |              |
|                                              | Château de Neuville                      | La Roche-Neuville                                       |                                                                                | XIXe siècle Saint-Sulpice                                     |                             |              |
|                                              | Château de Neuvillette                   | Jublains                                                |                                                                                | XVIe siècle                                                   |                             |              |
|                                              | Château des Nicolières                   | Niafles                                                 |                                                                                | XIXe siècle                                                   |                             |              |
|                                              | Château de Noirieux                      | Saint-Laurent-des-Mortiers                              | Inscrit MH (1990) · Notice no PA00109640                                       |                                                               | 47° 47′ 06″ N, 0° 32′ 36″ O |              |
| Manoir, gentilhommière                       | Manoir des Nuillés                       | Argentré                                                |                                                                                | XVe et XVIe siècles                                           |                             |              |
|                                              | Château d'Orenge                         | Saint-Jean-sur-Mayenne                                  |                                                                                |                                                               |                             |              |
|                                              | Château de l'Orbière                     | Forcé                                                   |                                                                                |                                                               |                             |              |
|                                              | Château de Pannard                       | Ernée                                                   |                                                                                | XIXe siècle                                                   |                             |              |
|                                              | Château de la Patrière                   | Courbeveille                                            |                                                                                | XIXe siècle                                                   |                             |              |
| Manoir, gentilhommière                       | Manoir de Pierrefontaine                 | Sainte-Gemmes-le-Robert                                 | Inscrit MH (1925) · Notice no PA00109596                                       | XVe et XVIe siècles                                           | 48° 12′ 27″ N, 0° 21′ 14″ O |              |
|                                              | Château de la Pihoraye                   | Saint-Ellier-du-Maine                                   | Inscrit MH (1976) · Notice no PA00109578                                       | XVIIIe siècle                                                 | 48° 23′ 38″ N, 1° 00′ 56″ O |              |
| Ruine ou disparu                             | Château du Pin de Préaux                 | Préaux                                                  |                                                                                | XIVe et XXe siècles                                           |                             |              |
| Manoir, gentilhommière                       | Manoir des Pins                          | Saint-Pierre-sur-Erve                                   | Inscrit MH (1999) · Notice no PA53000014                                       |                                                               | 48° 01′ 02″ N, 0° 23′ 01″ O |              |
|                                              | Château des Places                       | Daon                                                    |                                                                                | XIXe siècle                                                   |                             |              |
|                                              | Château des Plains                       | Le Bignon-du-Maine                                      |                                                                                |                                                               |                             |              |
|                                              | Logis du Plessis                         | Marigné-Peuton                                          | Inscrit MH (1988) · Classé MH (1993) · Notice no PA00109556                    |                                                               | 47° 51′ 58″ N, 0° 49′ 15″ O |              |
|                                              | Château le Plessis                       | Parné-sur-Roc                                           |                                                                                | XIXe siècle                                                   |                             |              |
|                                              | Château du Plessis-Bochard               | Saint-Pierre-des-Nids                                   | Inscrit MH (1996) · Notice no PA53000003                                       | XVIIIe siècle                                                 | 48° 23′ 35″ N, 0° 04′ 27″ O |              |
| Château fort · Ruine ou disparu              | Château du Plessis-Buret                 | Sainte-Gemmes-le-Robert                                 |                                                                                |                                                               |                             |              |
| Ruine ou disparu                             | Château du Plessis de Cosmes             | Cosmes                                                  |                                                                                |                                                               |                             |              |
| Manoir, gentilhommière                       | Manoir de Plessis-Guilleux               | Bonchamp-lès-Laval                                      |                                                                                | XVIIe siècle                                                  |                             |              |
|                                              | Logis du Poirier                         | Saint-Hilaire-du-Maine                                  | Inscrit MH (1985) · Notice no PA00109600                                       |                                                               | 48° 13′ 18″ N, 0° 56′ 06″ O |              |
|                                              | Château des Poiriers                     | Loigné-sur-Mayenne                                      |                                                                                |                                                               |                             |              |
|                                              | Château de Poligné                       | Bonchamp-lès-Laval                                      |                                                                                |                                                               |                             |              |
|                                              | Château de Poligné                       | Forcé                                                   | Inscrit MH (1992) · Notice no PA00109653                                       | XVIe et XIXe siècles                                          | 48° 02′ 17″ N, 0° 42′ 23″ O |              |
|                                              | Château de Port-Brillet                  | Port-Brillet                                            |                                                                                | XIXe siècle                                                   |                             |              |
|                                              | Château de la Porte                      | Daon                                                    |                                                                                | XIXe siècle                                                   |                             |              |
|                                              | Château de la Poupelière                 | Ahuillé                                                 |                                                                                |                                                               | 48° 01′ 06″ N, 0° 50′ 58″ O |              |
|                                              | Château de la Provôterie                 | Ahuillé                                                 |                                                                                |                                                               | 48° 01′ 27″ N, 0° 52′ 43″ O |              |
|                                              | Château du Puy                           | Ruillé-Froid-Fonds                                      | Inscrit MH (1984) · Inscrit MH (1988) · Notice no PA00109582                   |                                                               | 47° 54′ 04″ N, 0° 35′ 57″ O |              |
|                                              | Château du Puyz                          | Saint-Martin-de-Connée                                  |                                                                                |                                                               |                             |              |
|                                              | Château de la Ragottière                 | Astillé                                                 |                                                                                |                                                               |                             |              |
| Manoir, gentilhommière                       | Manoir de Ravigny                        | Ravigny                                                 | Inscrit MH (1975) · Notice no PA00109579                                       |                                                               | 48° 26′ 39″ N, 0° 03′ 52″ O |              |
| Manoir, gentilhommière                       | Manoir du Réseul                         | Saint-Hilaire-du-Maine                                  |                                                                                | XVe siècle                                                    |                             |              |
|                                              | Château du Ricoudet                      | Changé                                                  |                                                                                |                                                               |                             |              |
|                                              | Château de Rigardon                      | Saint-Denis-de-Gastines                                 |                                                                                |                                                               |                             |              |
|                                              | Château de Rigohaut                      | Argentré                                                |                                                                                | XIXe siècle                                                   |                             |              |
|                                              | Château de la Roche                      | Ahuillé                                                 |                                                                                | XIXe siècle                                                   | 48° 01′ 25″ N, 0° 52′ 34″ O |              |
|                                              | Château de la Roche                      | Origné                                                  |                                                                                | XIXe siècle                                                   | 47° 56′ 41″ N, 0° 43′ 06″ O |              |
| Renaissance                                  | Château de la Roche-Pichemer             | Saint-Ouën-des-Vallons                                  | Classé MH (1973) · Inscrit MH (1973) · Notice no PA00109605                    | XVIe et XIXe siècles                                          | 48° 09′ 59″ N, 0° 32′ 10″ O |              |
|                                              | Château du Rocher                        | Entrammes                                               |                                                                                |                                                               |                             |              |
| Renaissance                                  | Château du Rocher                        | Mézangers                                               | Classé MH (1963) · Notice no PA00109564                                        | XVe et XVIIIe siècles                                         | 48° 11′ 23″ N, 0° 26′ 32″ O |              |
|                                              | Château des Rochères                     | Meslay-du-Maine                                         |                                                                                | XIXe siècle                                                   |                             |              |
|                                              | Château des Rochers                      | Bouchamps-lès-Craon                                     |                                                                                | XIXe siècle                                                   |                             |              |
|                                              | Château des Roches                       | Louvigné                                                |                                                                                | XIXe siècle                                                   |                             |              |
|                                              | Château du Ronceray                      | Louverné                                                |                                                                                | XIXe siècle                                                   |                             |              |
|                                              | Château de la Rongère                    | La Croixille                                            |                                                                                | XVIIe siècle                                                  |                             |              |
|                                              | Château de la Rongère                    | La Roche-Neuville                                       | Inscrit MH (1991) · Classé MH (1991) · Notice no PA00109646                    | XVIe et XVIIIe siècles Saint-Sulpice                          | 47° 54′ 30″ N, 0° 43′ 00″ O |              |
|                                              | Château du Roseray                       | Ballots                                                 | Inscrit MH (1989) · Notice no PA00109462                                       | XVIIIe siècle                                                 | 47° 55′ 02″ N, 1° 04′ 29″ O |              |
| Manoir, gentilhommière                       | Manoir de Rouessé                        | Laval                                                   | Inscrit MH (1987) · Classé MH (1989) · Notice no PA00109549                    |                                                               | 48° 03′ 48″ N, 0° 47′ 42″ O |              |
|                                              | Château de la Roussardière               | Quelaines-Saint-Gault                                   |                                                                                | XVIe siècle                                                   | 47° 56′ 10″ N, 0° 51′ 22″ O |              |
| Manoir, gentilhommière                       | Manoir de Sacé                           | Bonchamp-lès-Laval                                      |                                                                                | XVe et XVIe siècles                                           |                             |              |
|                                              | Château de Saint-Amadour                 | La Selle-Craonnaise                                     |                                                                                | XVIIe siècle                                                  |                             |              |
| Manoir, gentilhommière                       | Manoir de Saint-Christophe               | La Boissière                                            |                                                                                |                                                               |                             |              |
| Manoir, gentilhommière                       | Manoir de Saint-Clément                  | Craon                                                   |                                                                                |                                                               |                             |              |
|                                              | Château de Saint-Melaine                 | Laval                                                   |                                                                                | XIXe siècle                                                   |                             |              |
|                                              | Château de Saint-Ouen de Chemazé         | Chemazé                                                 | Classé MH (1923) · Classé MH (1944) · Notice no PA00109489                     | XVe siècle                                                    | 47° 47′ 30″ N, 0° 46′ 14″ O |              |
|                                              | Château de Sainte-Suzanne                | Sainte-Suzanne-et-Chammes                               | Classé MH (1984) · Notice no PA00109610                                        |                                                               | 48° 05′ 50″ N, 0° 20′ 55″ O |              |
|                                              | Château de Senonnes                      | Senonnes                                                | Classé MH (1988) · Notice no PA00109619                                        | XVIe siècle                                                   | 47° 47′ 55″ N, 1° 12′ 09″ O |              |
|                                              | Château de la Sevaudière                 | Bouchamps-lès-Craon                                     |                                                                                | XIXe siècle                                                   |                             |              |
|                                              | Château de la Sevaudière                 | Bouère                                                  |                                                                                | XIXe siècle                                                   |                             |              |
|                                              | Château de la Sicorie                    | Saint-Germain-le-Guillaume                              |                                                                                | XIXe siècle                                                   |                             |              |
|                                              | Château de la Sionnière                  | Argenton-Notre-Dame                                     |                                                                                | XVIIIe siècle                                                 |                             |              |
|                                              | Château de Soulgé                        | Saulges                                                 | Inscrit MH (1988) · Notice no PA00109617                                       |                                                               | 47° 59′ 50″ N, 0° 25′ 52″ O |              |
| Manoir, gentilhommière                       | Manoir de Souvigné                       | Marigné-Peuton                                          |                                                                                | XVIe siècle                                                   |                             |              |
| Ruine ou disparu                             | Château de Souvré                        | Bazougers                                               |                                                                                |                                                               |                             |              |
|                                              | Château de la Subrardière                | Méral                                                   |                                                                                | XVIIIe siècle                                                 |                             |              |
|                                              | Château de Sumeraine                     | Parné-sur-Roc                                           |                                                                                | XVIIe siècle                                                  |                             |              |
|                                              | Logis de la Teillais                     | Laigné                                                  | Inscrit MH (1990) · Notice no PA00109644                                       |                                                               | 47° 49′ 43″ N, 0° 51′ 21″ O |              |
|                                              | Château de Terchant                      | Ruillé-le-Gravelais                                     |                                                                                | XVIIe et XVIIIe siècles                                       |                             |              |
|                                              | Château du Tertre                        | Ambrières-les-Vallées                                   |                                                                                | XIXe siècle                                                   | 48° 24′ 56″ N, 0° 38′ 12″ O |              |
|                                              | Château du Tertre                        | Mée                                                     |                                                                                |                                                               | 47° 48′ 14″ N, 0° 53′ 22″ O |              |
|                                              | Château du Tertre                        | Nuillé-sur-Vicoin                                       |                                                                                | XXe siècle                                                    | 47° 58′ 37″ N, 0° 48′ 15″ O |              |
|                                              | Château du Tertre                        | Vimarcé                                                 |                                                                                | XIXe siècle                                                   | 48° 11′ 05″ N, 0° 14′ 17″ O |              |
| Renaissance                                  | Château de Thévalles                     | Chémeré-le-Roi                                          |                                                                                | fondation du XIe siècle, reconstruit au XVIe et XVIIe siècles |                             |              |
| Ruine ou disparu                             | Château de Thorigné-en-Charnie           | Thorigné-en-Charnie                                     |                                                                                |                                                               |                             |              |
|                                              | Château de Thubœuf                       | Nuillé-sur-Vicoin                                       |                                                                                |                                                               |                             |              |
|                                              | Château de Thuré                         | La Bazouge-des-Alleux                                   | Inscrit MH (1974) · Notice no PA00109464                                       |                                                               | 48° 11′ 26″ N, 0° 35′ 18″ O |              |
|                                              | Château de Torcé                         | Ambrières-les-Vallées                                   |                                                                                | XIXe siècle                                                   |                             |              |
|                                              | Château de la Touchasse                  | Grez-en-Bouère                                          |                                                                                |                                                               |                             |              |
|                                              | Château de la Touche                     | Meslay-du-Maine                                         |                                                                                |                                                               |                             |              |
|                                              | Château de la Tour-Carrée                | La Cropte                                               |                                                                                |                                                               |                             |              |
|                                              | Château de la Tour-Cornesse              | La Brûlatte                                             |                                                                                |                                                               |                             |              |
|                                              | Château de Trancalou                     | Montsûrs (Deux-Évailles)                                |                                                                                | XIXe siècle                                                   |                             |              |
|                                              | Château du Grand Vahais                  | Ernée                                                   |                                                                                | XIXe siècle                                                   |                             |              |
|                                              | Château de la Valette                    | Villiers-Charlemagne                                    |                                                                                | XVIIe siècle                                                  |                             |              |
|                                              | Château du Vallon                        | Entrammes                                               |                                                                                | XIXe siècle                                                   | 48° 00′ 34″ N, 0° 42′ 52″ O |              |
|                                              | Château de Varennes-l'Enfant             | Entrammes                                               |                                                                                | XVIIIe siècle                                                 |                             |              |
|                                              | Château de Vauraimbault                  | Montigné-le-Brillant                                    |                                                                                | XIXe siècle                                                   |                             |              |
|                                              | Château de Vaucenay                      | Argentré                                                |                                                                                | XVIIe et XIXe siècles                                         |                             |              |
|                                              | Château des Vaux                         | Champéon                                                | Classé MH (1984) · Inscrit MH (1984) · Notice no PA00109477                    |                                                               | 48° 20′ 11″ N, 0° 30′ 33″ O |              |
| Ruine ou disparu                             | Château du Verger                        | Montigné-le-Brillant                                    |                                                                                | XVIe siècle                                                   |                             |              |
|                                              | Château de la Vezouzière                 | Bouère                                                  | Inscrit MH (1977) · Notice no PA00109474                                       |                                                               | 47° 51′ 01″ N, 0° 28′ 07″ O |              |
|                                              | Logis seigneurial de Viaulnay            | Loigné-sur-Mayenne                                      | Inscrit MH (1991) · Classé MH (1996) · Notice no PA00109649                    | XVe et XVIe siècles                                           | 47° 51′ 54″ N, 0° 42′ 54″ O |              |
|                                              | Château de la Vieux-Cour                 | Ahuillé                                                 |                                                                                |                                                               | 48° 01′ 42″ N, 0° 51′ 29″ O |              |
|                                              | Château des Vignes                       | Quelaines-Saint-Gault                                   |                                                                                |                                                               | 47° 56′ 17″ N, 0° 46′ 50″ O |              |
|                                              | Château de la Villatte                   | Montigné-le-Brillant                                    |                                                                                | XIXe siècle                                                   |                             |              |
|                                              | Château de la Villaudray                 | Beaulieu-sur-Oudon                                      |                                                                                | XIXe siècle                                                   |                             |              |
| Manoir, gentilhommière                       | Manoir de Villegran                      | La Chapelle-Craonnaise                                  |                                                                                | XVIe et XXe siècles                                           |                             |              |
|                                              | Château de Villeneuve                    | Chailland                                               |                                                                                |                                                               |                             |              |
|                                              | Château de la Villette                   | Longuefuye                                              |                                                                                |                                                               |                             |              |
|                                              | Château de Villiers-Charlemagne          | Villiers-Charlemagne                                    |                                                                                |                                                               |                             |              |